# Argonauta (cefalòpode)
|  | Per a altres significats, vegeu «Argonauta». |

Argonauta és un gènere de mol·luscs cefalòpodes de l'ordre Octopoda, l'únic de la família Argonautidae, coneguts popularment com a argonautes o nàutils de paper.
Els argonautes es troben en aigües tropicals i subtropicals de tot el món; viuen a mar obert. Com la majoria dels pops, tenen un cos arrodonit i vuit braços. De tota manera, a diferència de la majoria de pops, són pelàgics i viuen a prop de la superfície del mar i no al llit marí.

## Dimorfisme sexual i reproducció
Els argonautes mostren un dimorfisme sexual extrem tant en la mida com en la longevitat. Les femelles fan fins a 10 cm i fan conquilles de fins a 30 cm, mentre que els mascles rarament ultrapassen els 2 cm. Els mascles només s'aparellen una vegada en la seva curta vida, mentre que les femelles són iteròpares, capaces de tenir descendència moltes vegades. Les femelles ja van ser descrites des de temps antics i els mascles només es van observar des de final del segle xix.
Els mascles no tenen tentacles dorsals i usen un braç modificat (hectocòtil) per a transferir l'esperma.

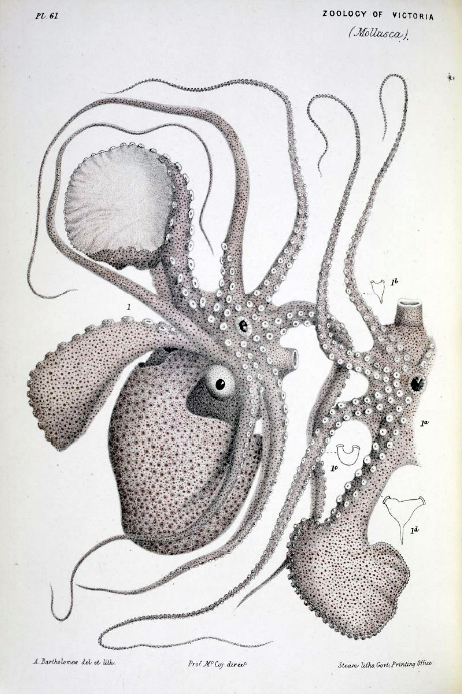
Femella madura A. nodosa
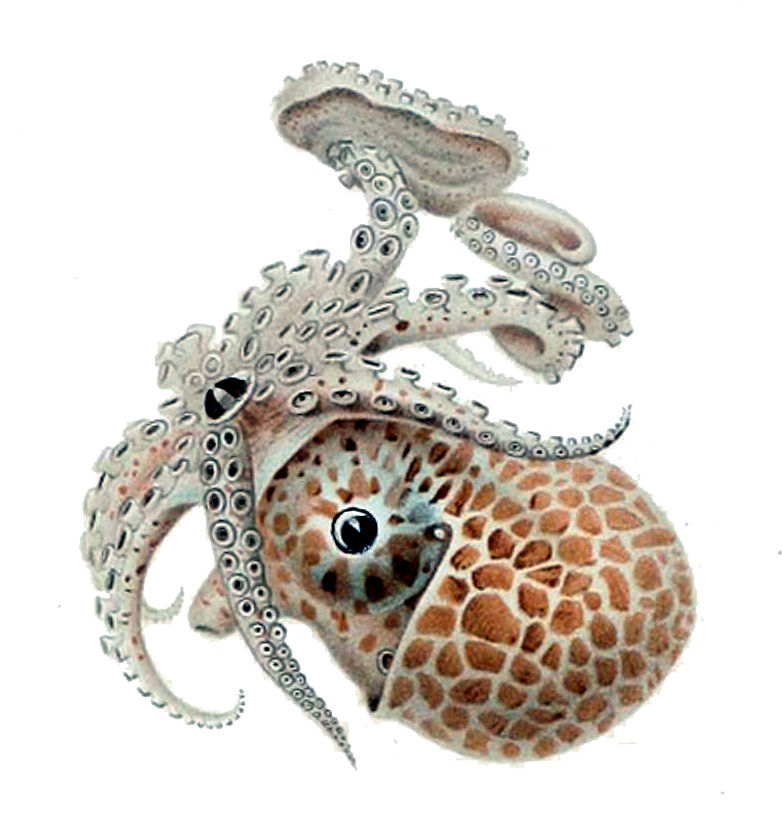
Femella jove A. hians
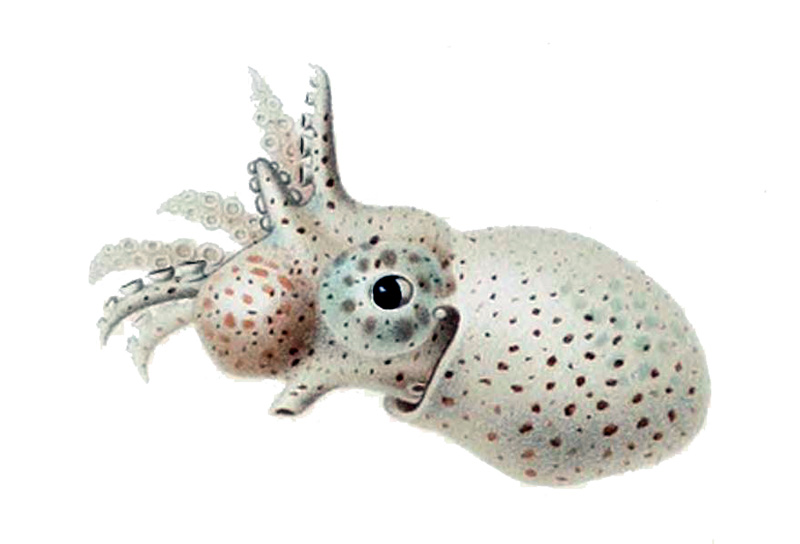
Mascle immadur A. hians